# Miss Italia 2004
Miss Italia 2004 si è svolta a Salsomaggiore Terme il 15, 16, 18 e 19 settembre 2004, ed è stata condotta da Carlo Conti. Vincitrice del concorso è stata la diciottenne Cristina Chiabotto di Borgaro Torinese (TO) con 42.000 preferenze, che oltre alla corona e a vari gioielli, ha vinto 750.000 euro circa in contratti con gli sponsor Seconda classificata Chiara Perino di Susa (TO) detentrice della fascia di Miss Valle d'Aosta e infine terza  Ambra Lombardo di Rosolini (SR) vincitrice del titolo di Miss Moda Mare L'aura Blu.

## La gara
Miss Italia 2004 si è svolta in quattro serate dal 15 al 19 settembre 2004, con una pausa di un giorno il 17, condotte da Carlo Conti da Salsomaggiore Terme. Le quattro serate sono chiamate: la prima serata "La sfida...", la seconda serata "...la sfida continua", la terza serata "...la sfida è di moda" e la quarta serata "...la sfida finale". L'organizzazione dell'evento è ad opera di Rai Uno, con Patrizia Mirigliani ed Enzo Mirigliani, e la partecipazione del comune di Salsomaggiore Terme. Oltre ad una giuria che varia ogni serata, c'è una commissione tecnica che si occupa delle Miss, composta da Edwige Fenech (Presidentessa), Jenny Tamburi, Fioretta Mari, Lorenzo Bringhelli, Daniela Vergara e Robin.
Nel corso delle quattro serate le centouno candidate vengono visionate e giudicate dalla commissione tecnica e dalla giuria. Le candidate passano da una fase della gara alla successiva attraverso il televoto, unito al giudizio della giuria. Durante la serata finale le concorrenti rimaste in gara sono trenta, comprese alcune ripescate dalle prime due serate, e da queste viene selezionata la vincitrice del concorso, la diciottenne  piemontese Cristina Chiabotto, che viene incoronata dall'attore Giorgio Panariello, presidente della giuria.

## Piazzamenti
| Risultato finale     | Concorrente |
| -------------------- | --- |
| Miss Italia 2004     | - – Cristina Chiabotto |
| Seconda classificata | - – Chiara Perino |
| Terza classificata   | - – Ambra Lombardo |
| Top 6                | - – Mara Cappiello - – Roberta Morise - – Lara Pozzan |
| Top 12               | - – Carmela Campanale - – Carmen Esposito Alaia - – Giulia Angelosante - – Lia Sanfilippo - – Marika Ferrante - – Clizia Fornasier |
| Top 24               | - – Federica Bertolani - – Francesca Conti - – Agnese Rutigliano - – Daniela Di Maria - – Rebecca Rocchini - – Giuliana Signorino - – Elisa Desogus - – Sara Brusco - – Federica Carlucci - – Lara Fares - – Carmela Malagrinò - – Roberta Dongu                                                                                    |
| Top 40               | - – Roberta Dorighelli - – Lorella Meneto - – Nunzia Danzi - – Simona Gueli - – Margherita Picasso - – Perla Francalanci - – Claudia Pingitore - – Deborah Zanerolli - – Maria Teresa Marino - – Miriam Risi - – Lorena Mason - – Laura Cordasco - – Maria Claudia Pischedda - – Rita Russo - – Giovanna Petronzi - – Chiara Angeli |

In corsivo le ragazze che sono state ripescate

## Altri riconoscimenti
- Miss Cinema: Chiara Perino
- Miss Eleganza: Roberta D'Amato
- Miss Cotonella: Carmela Campanale
- Miss Sasch Modella Domani: Clizia Fornasier (che eredita la fascia da Cristina Chiabotto)
- Miss Deborah: Erica Pizzocaro
- Miss Bioetyc: Erika Maldini
- Miss Moda Mare L'Aura Blu: Ambra Lombardo
- Miss Wella: Giulia Angelosante
- Miss Miluna: Lara Fares
- Miss Rocchetta Bellezza: Sara Brusco
- Miss Lei Card: Francesca Conti
- Miss Sorriso: Rita Russo
- Meri Ragazza in Gambissime: Giuliana Signorino
- Miss Televolto: Lara Pozzan
- Miss Chi: Ambra Lombardo
- Miss Ragazza Moderna: Lucia Guglieri
- Miss Benessere Orogel: Antonella Fragiello
- Miss Televoto: Chiara Perino

## Le concorrenti
001) Chiara Perino (Miss Valle d'Aosta)

002) Cristina Chiabotto (Miss Piemonte)

003) Silvia De Monte (Miss Lombardia)

004) Roberta Dorighelli (Miss Trentino Alto Adige)

005) Lorella Meneto (Miss Friuli Venezia Giulia)

006) Clizia Fornasier (Miss Veneto)

007) Barbara Blasich (Miss Liguria)

008) Gilda Zannella (Miss Emilia)

009) Martina Manfredini (Miss Romagna)

010) Federica Bertolani (Miss Toscana)

011) Francesca Conti (Miss Umbria)

012) Veronica Verolo (Miss Marche)

013) Giulia Angelosante (Miss Abruzzo)

014) Agnese Rutigliano (Miss Lazio)

015) Carmen Esposito Alaia (Miss Campania)

016) Daniela Di Maria (Miss Molise)

017) Carmela Campanale (Miss Puglia)

018) Roberta Morise (Miss Calabria)

019) Nunzia Danzi (Miss Basilicata)

020) Simona Gueli (Miss Sicilia)

021) Margherita Picasso (Miss Sardegna)

022) Annalisa Micchetti (Miss Milano)

023) Jennifer Mischiati (Miss Roma)

024) Perla Francalanci (Miss Cinema Lazio)

025) Flavia Fano (Miss Eleganza Lombardia)

026) Pamela Soldati (Miss Eleganza Lazio)

027) Erica Pizzocaro (Miss Rocchetta Bellezza Valle d'Aosta)

028) Maddalena Toya (Miss Rocchetta Bellezza Piemonte)

029) Michela Azzetti (Miss Rocchetta Bellezza Trentino Alto Adige)

030) Alessia Clocchiatti (Miss Rocchetta Bellezza Friuli Venezia Giulia)

031) Lara Pozzan (Miss Rocchetta Bellezza Veneto)

032) Alessandra Alpi (Miss Rocchetta Bellezza Toscana)

033) Elisa Alunni (Miss Rocchetta Bellezza Umbria)

034) Viviana Soro (Miss Rocchetta Bellezza Lazio)

035) Ilaria Vitagliano (Miss Rocchetta Bellezza Campania)

036) Annalisa Mattioli (Miss Rocchetta Bellezza Marche)

037) Claudia Pingitore (Miss Rocchetta Bellezza Calabria)

038) Debora Zanerolli (Miss Rocchetta Bellezza Sicilia)

039) Sara Bucino (Miss Sasch Modella Domani Piemonte)

040) Cinzia Cileo (Miss Sasch Modella Domani Lombardia)

041) Roberta Nosella (Miss Sasch Modella Domani Friuli Venezia Giulia)

042) Rebecca Rocchini (Miss Sasch Modella Domani Toscana)

043) Giada Di Marti (Miss Sasch Modella Domani Marche)

044) Flavia Iachini (Miss Sasch Modella Domani Abruzzo)

045) Roberta D'Amato (Miss Sasch Modella Domani Lazio)

046) Maria Teresa Marino (Miss Sasch Modella Domani Campania)

047) Miriam Risi (Miss Sasch Modella Domani Molise)

048) Francesca Giaccari (Miss Sasch Modella Domani Puglia)

049) Giuliana Signorino (Miss Sasch Modella Domani Sicilia)

050) Elisa Desogus (Miss Sasch Modella Domani Sardegna)

051) Sara Brusco (Miss Wella Valle d'Aosta)

052) Elisa Mariani (Miss Wella Lombardia)

053) Lorena Mason (Miss Wella Friuli Venezia Giulia)

054) Antonella Fragiello (Miss Wella Marche)

055) Eleonora Brecciarolla (Miss Wella Abruzzo)

056) Valentina Trivelli (Miss Wella Lazio)

057) Laura Cordasco (Miss Wella Puglia)

058) Angelica Bellusci (Miss Wella Calabria)

059) Ambra Lombardo (Miss Wella Sicilia)

060) Maria Claudia Pischedda (Miss Wella Sardegna)

061) Simona Tornaghi (Miss Bioetyc Liguria)

062) Paola Mineo (Miss Bioetyc Emilia)

063) Sandy Barcaccia (Miss Bioetyc Umbria)

064) Camilla Ciarrocchi (Miss Bioetyc Marche)

065) Piera Masciocchi (Miss Bioetyc Abruzzo)

066) Chiara Amendola (Miss Bioetyc Lazio)

067) Rita Russo (Miss Bioetyc Campania)

068) Giovanna Petronzi (Miss Bioetyc Puglia)

069) Azzurra Pisani (Miss Bioetyc Calabria)

070) Angela Marmorale (Miss Bioetyc Basilicata)

071) Ilaria Salzotto (Miss Deborah Valle d'Aosta)

072) Sara Gravina (Miss Deborah Lombardia)

073) Verena Trolese (Miss Deborah Trentino Alto Adige)

074) Lucia Guglieri (Miss Deborah Liguria)

075) Sonia De Rose (Miss Deborah Romagna)

076) Chiara Angeli (Miss Deborah Toscana)

077) Denise Fabris (Miss Deborah Umbria)

078) Laura Palmieri (Miss Deborah Abruzzo)

079) Maria Dunja Fiorentino (Miss Deborah Lazio)

080) Federica Carlucci (Miss Deborah Campania)

081) Gabriella Idone (Miss Moda Mare L'AuraBlu Valle d'Aosta)

082) Anna Bonansea (Miss Moda Mare L'AuraBlu Piemonte)

083) Eleonora Sorato (Miss Moda Mare L'AuraBlu Veneto)

084) Elisa Proietti (Miss Moda Mare L'AuraBlu Umbria)

085) Rosa De Santis (Miss Moda Mare L'AuraBlu Marche)

086) Sara Bufarini (Miss Moda Mare L'AuraBlu Lazio)

087) Mara Cappiello (Miss Moda Mare L'AuraBlu Campania)

088) Marika Ferrante (Miss Moda Mare L'AuraBlu Puglia)

089) Ilenia Imbrogno (Miss Moda Mare L'AuraBlu Calabria)

090) Laura Tolomeo (Miss Moda Mare L'AuraBlu Sicilia)

091) Sibilla Martin (Meri Ragazza in Gambissime Lombardia)

092) Francesca Cappelletti (Meri Ragazza in Gambissime Trentino Alto Adige)

093) Martina Beretta (Meri Ragazza in Gambissime Veneto)

094) Lara Fares (Meri Ragazza in Gambissime Marche)

095) Erika Maldini (Meri Ragazza in Gambissime Lazio)

096) Santina Ferrara (Meri Ragazza in Gambissime Campania)

097) Claudia Lafirenze (Meri Ragazza in Gambissime Puglia)

098) Carmela Malagrinò (Meri Ragazza in Gambissime Calabria)

099) Lia Sanfilippo (Meri Ragazza in Gambissime Sicilia)

100) Roberta Dongu (Meri Ragazza in Gambissime Sardegna)

## Riserve
101) Laura Romano

102) Giuseppina De Gennaro

103) Antonella Mangano